# Onthophagus subcinctus
Onthophagus subcinctus là một loài bọ cánh cứng trong họ Bọ hung (Scarabaeidae).